# Megachile dinognatha
Megachile dinognatha är en biart som beskrevs av Cockerell 1929. Megachile dinognatha ingår i släktet tapetserarbin, och familjen buksamlarbin. Inga underarter finns listade i Catalogue of Life.